# Faverges
Faverges is een plaats en voormalige gemeente in het Franse departement Haute-Savoie (regio Auvergne-Rhône-Alpes) en telt 6524 inwoners (2004). De plaats maakt deel uit van het arrondissement Annecy. Faverges is op 1 januari 2016 gefuseerd met de gemeente Seythenex tot de gemeente Faverges-Seythenex. 

## Geografie
De oppervlakte van Faverges bedraagt 25,9 km², de bevolkingsdichtheid is 251,9 inwoners per km².
Faverges ligt op een zadel tussen de Bauges in het zuidwesten en het massief van Bornes-Aravis in het noorden en noordoosten. Het exacte zadelpunt ligt bij het gehucht Viuz, net ten noorden van het dorp Faverges. Faverges ligt hierdoor ook op de waterscheiding tussen de Rhône (noordwest, via Meer van Annecy) en de Isère (via Albertville). De doorgaande weg D1508 tussen Annecy en Albertville bereikt zijn hoogste punt in Faverges.
De onderstaande kaart toont de ligging van Faverges met de belangrijkste infrastructuur en aangrenzende gemeenten.

## Demografie
Onderstaande figuur toont het verloop van het inwonertal (bron: INSEE-tellingen).